# Selineae
Selineae és un clade o tribu de la família Apiaceae.

## Gèneres
| - Aethusa - Aletes - Angelica - Arracacia - Carlesia - Chamaele - Chymsydia - Cnidiocarpa - Cnidium - Coaxana - Coelopleurum - Cortia - Cortiella - Coulterophytum - Cymopterus - Czernaevia - Dahliaphyllum - Dasispermum - Demavendia - Donnellsmithia - Dystaenia - Enantiophylla | - Endressia - Exoacantha - Glehnia - Harbouria - Haussknechtia - Holandrea - Johreniopsis - Karatavia - Libanotis - Ligusticum - Lomatium - Mathiasella - Meum - Musineon - Myrrhidendron - Neoparrya - Oreonana - Oreoxis - Orogenia - Paraligusticum - Peucedanum (syn. Imperatoria) - Phlojodicarpus | - Podistera - Polytaenia - Prionosciadium - Pseudocymopterus - Pteroselinum - Pteryxia - Rhodosciadium - Saposhnikovia - Selinum - Seseli - Shoshonea - Spermolepis - Sphenosciadium - Stenosemis - Taenidia - Tauschia - Thaspium - Thysselinum - Tommasinia - Xanthoselinum - Zeravschania - Zizia |